# ジョージア鷲とキリストの聖衣勲章
ジョージア鷲とキリストの聖衣勲章(英: Order of the Eagle of Georgia and the Seamless Tunic of Our Lord Jesus Christ)は一般にジョージア鷲騎士勲章としても知られる騎士団勲章であり、バグラチオン王家(旧グルジア王家)が授与する最高位の勲章である。外国人への叙勲も行われており、国家元首、各王室の当主、軍人並びに学者に叙勲例が見られる。 
2017年3月8日には、グロスター公リチャードが代理となり、英国エリザベス２世女王陛下がダヴィッド・バグラチオン王太子殿下よりジョージア鷲勲章ナイト・グランド・カラーの授与を受けたことが発表された。国家勲章を除き、エリザベス２世が授与の受け入れを表明した騎士団勲章はジョージア鷲騎士勲章が唯一のものである。

## 等級
ジョージア鷲勲章には以下に示す７等級が定められている。
- ナイト・グランド・カラー (大勲位騎士、GColEG)
- ナイト・グランド・クロス (大十字騎士、GCEG)
- ナイト・グランド・オフィサー (大士官騎士、GOEG)
- ナイト・コマンダー (司令官騎士、KCEG)
- ナイト (騎士、KEG)
- オフィサー (士官、OEG)
- メンバー (団員、MEG)

## 著名な受勲者
- 英国女王エリザベス２世 [3][4]
- イタリア国王ウンベルト2世
- ブルガリア国王ボリス3世
- ブルガリア国王シメオン2世
- トンガ国王ジョージ・トゥポウ5世
- ブラガンサ公ドゥアルテ・ピオ(ポルトガル王位請求者)
- ロシア大公ウラジーミル・キリロヴィチ・ロマノフ(ロシア帝位請求者)
- モンテネグロ王太子ニコラ・ペトロヴィッチ(モンテネグロ中世王位請求者)
- ビジナ・イヴァニシヴィリ(元グルジア首相)
- 鳩山由紀夫(元首相）[5]

## 参考資料
- Montgomery-Massingberd, Hugh (1980), Burke's Royal Families of the World, Volume II Africa & the Middle East, ISBN 0-85011-029-7

- Martínez Larrañaga; Escudero y Díaz Madroñero; de Montells y Galán, Fernando; Alfredo; José María (2015), Armorial de la Orden del Águila de Georgia y la Túnica Inconsútil de Nuestro Señor Jesucristo, ISBN 978-84-943890-4-7

- “ORDEN DEL AGUILA DE GEORGIA Y LA TUNICA SIN COSTURAS DE NUESTRO SEÑOR JESUCRISTO”. 2015年2月14日閲覧。

- Elenco de Caballeros y Damas De La Orden Del Aguila De Georgia y la tunica Sin Costuras De Nuestro Senor Jesuscristo 2015年2月14日閲覧。

- Serrano, S. (2014). “The Georgian Church: Embodiment of National Unity or Opposition Force?”. Russian Politics and Law 52 (4):  74–92.

- Sainty, Guy Stair; Heydal-Mankoo, Rafal, eds. (2006), “Georgia”, Burkes Peerage & Gentry: World Orders of Knighthood and Merit:  pp. 1847–1849